# Steven Bates
Pas d'image ? Cliquez ici

a Compétitions nationales et continentales officielles uniquement.

b Matchs officiels uniquement.
Dernière mise à jour le 12 janvier 2018.
 Steven Paul Bates, né le 16 janvier 1980 à Auckland (Nouvelle-Zélande), est un joueur de rugby à XV international néo-zélandais qui évolue au poste de troisième ligne centre (1,91 m pour 108 kg).

## Carrière

### Province et franchise
Steven Bates a disputé le Super 12 et le Super 14 avec les Chiefs et joue le championnat NPC avec la Waikato Rugby Union.
Il joue avec le club japonais Toshiba Brave Lupus en Top League entre 2008 et 2016.

### Équipe nationale
Il a eu sa première et unique cape avec les All Blacks le 13 novembre 2004 à l'occasion d'un match contre l'Italie.

## Palmarès
- Vainqueur du National Provincial Championship en 2006 avec Waikato.